# Позиције у рагбију 13
У рагбију 13 свака екипа има 17 рагбиста у протоколу. Од тога 13 играча се налази на терену, а 4 играча су измене и налазе се на клупи за резерве.

Због своје динамичности и захтевности, увек се искористе сва 4 играча који су почели утакмицу као измене.Тако да ипак на крају свих 17 играча одигра утакмицу. Тачније сваки тим има право на 6 измена (такозване летеће измене – не прекида се игра док се врши измена). Измена се може вршити само док ваш тим има нападачку иницијативу.
Рагби 13 екипа се састоји од 7 линијаша, играча линије на позицијама 1-7 и од 6 скрамаша, играча скрама на позицијама 8-13.

## Позиције у рагбију 13

### Линија
Позиције у линији
- Бр. 1 - Аријер (енг. Full Back)- Последњи човек одбране као и вођа исте (обично најбржи играч и најсигурнији обарач). У нападу се убацује у линију.
- Бр. 2 - (лево) Крило (енг. Left Wing Threequarter)- Стоје на крајевима терена (по ширини), обично брзи играчи
- Бр. 3 – (други) Центар (енг. Left Centre Threequarter)- Играју у линији (креативци) брзи играчи који умеју да користе и главу или барем имају довољно искуства.
- Бр. 4 – (први) Центар (енг. Right Centre Threequarter)- Играју у линији (креативци) брзи играчи који умеју да користе и главу или барем имају довољно искуства.
- Бр. 5 - (десно) Крило (енг. Right Wing Threequarter)- Стоје на крајевима терена (по ширини), обично брзи играчи
- Бр. 6 - Отварач (енг. Stand-Off Half or Five-Eighth)- Организатор игре (обично најискуснији играч) окретан, са добрим прегледом игре, битно да задржи чисту главу
- Бр. 7 - Деми (енг. Scrum Half)- Други организатор игре скоро исто као и отварач, с тим да он изводи у скраму.

### Скрам
Позиције у скраму
- Бр. 8 - (први) Стуб (енг. Prop)- Највећи играчи играју на овој позицији, они треба само да се куцају, без много размишљања и креативности. Само право и без додавања лопти.
- Бр. 9 - Талонер (енг. Hooker)- Отвара игру, тј. изводи play-the-ball, један од организатора игре али са скрам тимом (скрам тим су стубови и чеп)
- Бр. 10 - (други) Стуб (енг. Front Row Forward)- Највећи играчи играју на овој позицији, они треба само да се куцају, без много размишљања и креативности. Само право и без додавања лопти.
- Бр. 11 – Друга линија (енг. Second Row Forward)- Играју у линији заједно са отварачем/демијем и центром, овде иду обично највиши играчи.
- Бр. 12 - Друга линија (енг. Second Row Forward)- Играју у линији заједно са отварачем/демијем и центром, овде иду обично највиши играчи.
- Бр. 13 - Чеп (енг. Lock Forward, Loose forward)- Обично искусан играч који је поред аријера вођа одбране, он може да буде свуда где је потребан, да се куца уместо стубова, да улази у линију, диже лопту из скрама, итд.